# Vladimír Hrubý
Vladimír Hrubý (ur. 20 marca 1924 w Pradze, zm. 30 lipca 1986 tamże) – czeski aktor filmowy, teatralny i telewizyjny.
Dzieciństwo spędził w Hradcu Králové. Studiował w Konserwatorium w Pradze, przy czym po pierwszym roku został skierowany do pracy w praskim oddziale niemieckiej fabryki samolotów Junkers. Po wojnie, jeszcze jako student zaczął występować na scenie Teatru Narodowego w Pradze. 

## Wybrana filmografia
- 1951: Błysk przed świtem (Posel úsvitu)
- 1956: Proszę ostrzej! (Zaostřit, prosím!)
- 1957: Wrześniowe noce (Zářijové noci)
- 1960: Tajemnicza puderniczka (Zpívající pudřenka)
- 1960: Ukryte skarby (Konec cesty)
- 1969: Cierpienia mlodego Bohaczka (Utrpení mladého Boháčka)
- 1970: Panowie, zabiłem Einsteina (Zabil jsem Einsteina, pánové!)
- 1970: Jest pan wdową, proszę pana! (Pane, vy jste vdova!)
- 1972: Pan Tau (Pan Tau) – serial TV
- 1974: Noc na Karlsztejnie (Noc na Karlštejně)
- 1976: Mareczku, podaj mi pióro! (Marečku, podejte mi pero!)
- 1976: Jutro się policzymy, kochanie (Zítra to roztočíme, drahoušku…!)
- 1977: Szpinak czyni cuda! (Což takhle dát si špenát)
- 1977: Pan Tau (Pan Tau) – serial TV
- 1978: To moja sprawa, szefie (Já to tedy beru, séfe...!)
- 1978: Adela jeszcze nie jadła kolacji (Adéla ještě nevečeřela)
- 1980: Wiedzą sąsiedzi, jak kto siedzi (Co je doma, to se pocítá, pánové...)
- 1981: Właściwie jesteśmy normalni (V podstate jsme normální)
- 1982: Na przyszłość będziemy sprytniejsi, stary (Příště budeme chytřejší, staroušku!)
- 1983: Serdeczne pozdrowienia z Ziemi (Srdecný pozdrav ze zemekoule)
- 1984: Trzech weteranów (Tři veteráni)
- 1985: Z diabłami nie ma żartów (S čerty nejsou žerty)